# Materialfeuchte
Die Materialfeuchte (auch Feststofffeuchte) gibt die Menge des in einem Feststoff enthaltenen freien Wassers an.

## Allgemeines
Die Aufnahme von Wasser wird als Absorption bzw. Adsorption und die Abgabe als Desorption bezeichnet. Die beiden Vorgänge treten immer gleichzeitig auf, die Gesamtheit des Prozesses wird als Sorption bezeichnet. Jedes Material hat diesbezüglich ganz charakteristische Eigenschaften; um diese darstellen zu können bedient man sich so genannter Sorptionsisothermen.

### Bindungsarten des Wassers im Feststoff
Das Wasser kann auf verschiedene Arten in dem Feststoff gebunden sein:
- chemisch gebundenes Wasser (auch Kristallwasser) – in die Struktur des Stoffes (bspw. Gips) eingebautes Wasser
- Adsorptionswasser – an den Phasengrenzflächen angelagertes Wasser
- Adhäsionswasser – an der Oberfläche von polaren Makromolekülen haftendes Wasser
- Kapillarwasser – Wasser in Kapillaren, Rissen, Zwickeln, Poren
- Zwischenraumkapillarwasser – Zellwasser
- Tropfwasser

Für die Materialfeuchte ist im Allgemeinen das chemisch gebundene Wasser nicht von Interesse, da dies nicht zu dem freien Wasser zählt.  Wenn chemisch gebundenes Wasser aus dem Material ausgetrieben wird, so geht dies mit der Zerstörung des Materials einher.
Chemisch gebundenes Wasser bzw. zusätzlich das aus der Oxidation von Wasserstoffatomen resultierende Wasser ist von Interesse, wenn das Material zur Verbrennung genutzt wird und entstehender Wasserdampf den Brennwert beeinflusst.

## Feuchtekennwerte
Dient die wasserfreie Masse als Bezugswert, kann die Feuchte mehr als 100 % betragen (etwa bei der Holzfeuchte), dient die feuchte Masse als Bezugswert (wie bei der Luftfeuchte), beträgt die Feuchte weniger als 100 %. Dies kann bei Vergleichen zu Verwirrung führen.
Die Materialfeuchte kann durch verschiedene Kennwerte dargestellt werden. Die wichtigsten sind nachfolgend aufgezählt:
Feuchtegehalt bzw. Wassergehaltist das Verhältnis der Masse des im Stoff enthaltenen Wassers zur Masse des wasserfreien Stoffes
Formel: {\displaystyle u_{m}={\frac {m_{w}}{m_{tr}}}={\frac {m-m_{tr}}{m-m_{w}}}}
Feuchteanteil bzw. Wasseranteilist das Verhältnis der Masse des im Stoff enthaltenen Wassers zur Gesamtmasse des Stoffes
Formel: {\displaystyle \psi _{m}={\frac {m_{w}}{m}}={\frac {m-m_{tr}}{m_{w}+m_{tr}}}}
Feuchtegehalt volumenbezogenist das Verhältnis des Volumens des im Stoff enthaltenen Wassers zum Volumen des wasserfreien Stoffes
Formel: {\displaystyle u_{V}={\frac {V_{W}}{V_{tr}}}={\frac {m_{W}}{V_{tr}}}=u_{m}\cdot \rho _{tr}}
Feuchteanteil volumenbezogenist das Verhältnis des Volumens des im Stoff enthaltenen Wassers zum Gesamtvolumen des Stoffes
Formel: {\displaystyle \psi _{V}={\frac {V_{W}}{V}}={\frac {m_{W}}{V}}=\psi \cdot \rho }
Trockenmasseanteilist das Verhältnis der Trockenmasse zur Gesamtmasse
Formel: {\displaystyle T={\frac {m_{tr}}{m_{tr}+m_{w}}}=1-\psi _{m}}
Absolute Trockenheit
mit
- {\displaystyle m_{w}} - Masse (Physik) des Wassers
- {\displaystyle m_{tr}} - Masse (Physik) des wasserfreien Stoffes
- {\displaystyle m} - Gesamtmasse (Physik) der Probe
- {\displaystyle V_{w}} - Volumen des Wassers
- {\displaystyle V_{tr}} - Volumen des wasserfreien Stoffes
- {\displaystyle V} - Gesamtvolumen der Probe
- {\displaystyle \rho } - Dichte der Probe
- {\displaystyle \rho _{tr}} - Dichte der wasserfreien Probe

## Messverfahren
Die Materialfeuchte kann mit sehr vielen Messverfahren bestimmt werden. Die wichtigsten sind folgend aufgezählt:
Direkte Messverfahren:
- Gravimetrische Methode (Darr-Methode Feuchteabsolutbestimmer)
- Calciumcarbid-Verfahren (analytisch)
- Karl-Fischer-Verfahren

Indirekte Messverfahren:
- Kapazitiver Sensor
- Leitfähigkeitsmessverfahren
- Mikrowellen-Messverfahren
- Infrarotreflexion/absorption
- Luftfeuchteausgleichverfahren
- Zeitbereichsreflektometrie (Wellenausbreitungsgeschwindigkeit)
- Tensiometer (Bodenfeuchte) (Kapillarkräfte im Boden)